# قناة الشروق
قناة الشروق هي قناة فضائية سودانية إخبارية منوعة تعنى بالشأن السوداني خاصة والدولي بشكل عام وهي تتبع لمؤسسة الشروق الإعلامية المستقلة.

## نبذة عن القناة
بدأت قناة الشروق السودانية بثها بشكل رسمي في يناير 2008 من مدينة دبي بدولة الإمارات العربية المتحدة بالتزامن مع احتفالات السودان بعيد استقلاله، على تردد: ( 10892 - 27500 – أفقي).

## إدارة القناة
يرأس إدارتها رجل الأعمال السوداني جمال الوالي رئيس مجلس إدارة مؤسسة الشروق الإعلامية ورئيس مجلس إدارة نادي المريخ الرياضي بمشاركة عدد من رجال الأعمال.

## برامج وتوجه القناة
انطلقت القناة في خطابها ورسالتها من أهداف الجمهور السوداني وتطلعاته للسلام والوحدة والاستقرار والتنمية والتواصل الإيجابي النهضوي مع محيطه العربي والأفريقي والإسلامي والدولي، المكون لهويته الوطنية والمحدد لمسيرة التحرك الحضاري في الحاضر والمستقبل، تتبنّى القناة هذه الأهداف الاستراتيجية باعتبارها أهداف الجمهور السوداني.

## وقف بث القناة
قامت لجنة ازالة التمكين بوقف بث القناة في الثامن من يناير 2020 عقب ثورة ديسمبر 2019، إلا أن القناة عاودت بثها بعد استعادة ملكيتها لحكومة السودان.

## باقة سنط سات
في عام 2017 إنضمت القناة إلى باقة سنط سات على التردد 12688 ضمن الباقة السودانية.

## صفحات ذات صلة
- شبكة الشروق
- وزارة الإعلام السودانية